# Meyer Werft
Pour les articles homonymes, voir Meyer.
La Meyer Werft est un important chantier naval situé principalement à Papenbourg, à l'Ouest de la Basse-Saxe, en Allemagne. C'est le plus gros employeur de la région, avec environ 3 300 employés, ainsi que de nombreux emplois indirects. Ce chantier est spécialisé dans les bateaux de croisière, mais construit également des transporteurs, des méthaniers, des navires scientifiques et des plateformes de sous-station.

## Histoire
Fondée en 1795, la Meyer Werft construisait à l'origine des bateaux en bois et ne se démarquait pas de la vingtaine de chantiers navals présent alors à Papenburg. Le pari fait de se lancer dans la fabrication de bateaux en acier a permis à l'entreprise de perdurer jusqu'à aujourd'hui, contrairement à ses concurrents de la région.
À ce sujet, lorsque Josef Lambert Meyer décida de se lancer dans la construction de navire en acier, les armateurs de Papenburg jetèrent un morceau de fer dans l’eau, le regardèrent couler à pic puis dirent ironiquement : « C’est avec ça que tu veux construire des bateaux ? ».
Le chantier présente un inconvénient : Son espace limité ne peut pas construire des navires de plus de 355 mètres de long contrairement aux Chantiers de l'Atlantique de Saint-Nazaire et de Fincantieri de Monfalcone. Mais après le rachat de STX Finland et le chantier de Turku  en août 2014, Meyer Werft peut recevoir plus de commande sur l'offshore et des paquebots de longueurs supérieur à 350 mètres.
Gérée par la même famille depuis six générations, l'histoire du chantier a été marquée par quelques navires :  
- Le Triton, un paquebot à roue à aubes, a été, en 1874, le premier navire en fer du chantier.
- Le Graf Goetzen, un bateau à vapeur de 1913, à l'histoire mouvementée : acheminé en caisses en Afrique pour naviguer sur le lac Tanganyika, il fut sabordé en 1917 pour ne pas être capturé par les Anglais. Renfloué après la guerre sous le nom de Liemba, il devint célèbre en tant que bateau de patrouille allemand dans un film hollywoodien, L'Odyssée de l'African Queen de 1951 de John Huston.
- En 1921 fut livré le Durazzo, un paquebot d'une longueur exceptionnelle de 72,9 mètres. Cette taille ne fut dépassée qu'en 1951.[réf. nécessaire]
- Le Mauritius met en œuvre en 1954 un concept novateur : le paquebot mixte, qui transporte fret et passagers. La pertinence de sa conception lance l'entreprise sur les marchés export.
- L'Ems, un navire de 1934 et encore en service.
- L'Elbe 1 un bateau-phare qui servit de 1939 à 1988. Ce bateau navigue encore occasionnellement.
- Le Viking Sally construit en 1980, naufragé en 1994 sous le nom de Estonia (852 victimes).

En 1985, l'Homeric, premier bateau de croisière de luxe construit par la firme, est mis à la mer de manière traditionnelle, par glissement latéral sur un plan incliné en bois. L'opération réussit, mais les vagues créées manquent d'emporter des travailleurs. C'est pourquoi tous les bateaux suivants d'importance comparable sont construits en cale sèche.
Sa grande forme de construction couverte a été réalisée en 1987, à cette époque elle mesurait alors 280 mètres. Allongée à 380 mètres en 2001, elle s'étend désormais sur 504 mètres pour une largeur de près de 50 mètres.
Après plusieurs mois de négociation, Meyer Werft annonce le 4 août 2014, avoir fait l'acquisition du chantier naval de STX Europe à Turku en Finlande à hauteur de 70% puis monte à 100% en avril 2015, ce chantier lui permet d'augmenter ses capacités de production et notamment de produire des bateaux de plus de 200 000 tonneaux. Avec cette acquisition, Meyer Werft devrait devenir leader mondial de la construction de paquebot. Meyer Turku entame alors une modernisation de son chantier.

## Situation géographique

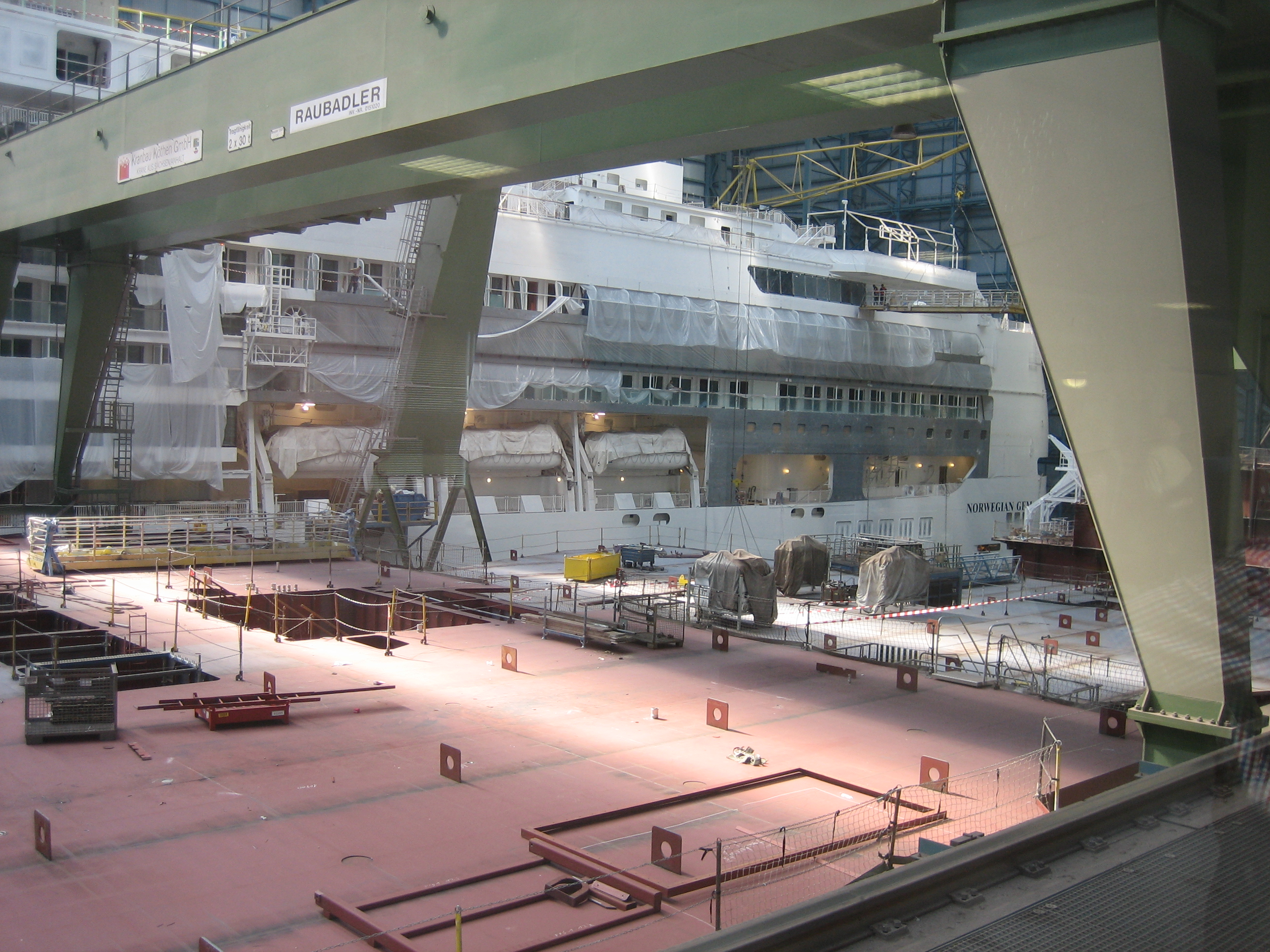
Le paquebot Norvegian Gem en construction

En raison de sa situation au milieu des terres, les bateaux empruntent l’Ems pour gagner la mer. Ils ne peuvent cependant le pratiquer qu’à vide et en marche arrière. En effet, la propulsion étant à la poupe, quand les bateaux vont en marche avant, leur proue s’enfonce légèrement, mais suffisamment pour que le bateau risque de racler le fond du fleuve, qui doit d’ailleurs être dragué régulièrement, provoquant une controverse chez les pêcheurs de Greetsiel, notamment, qui y voient la cause de la raréfaction des poissons (car les dragages accélèrent le courant).
En étroite concertation avec le gouvernement du Land de Basse-Saxe, la profondeur du fleuve a été portée à 7,3 mètres en 1990. Le barrage sur l'Ems à Gandersum permet de retenir l'eau jusqu'à 2,7 mètres au-dessus du niveau de la mer, ce qui permet de transférer des navires ayant un tirant d'eau jusqu'à 8,5 mètres, dont le plus grand d'entre eux, le AIDAnova, lancé en 2018. Des mesures compensatoires appropriées ont été mises en œuvre pour la construction du barrage, mais le dispositif reste contesté par les associations environnementales, qui préfèreraient un complet déménagement de l'entreprise à proximité de la côte.

## Navires livrés

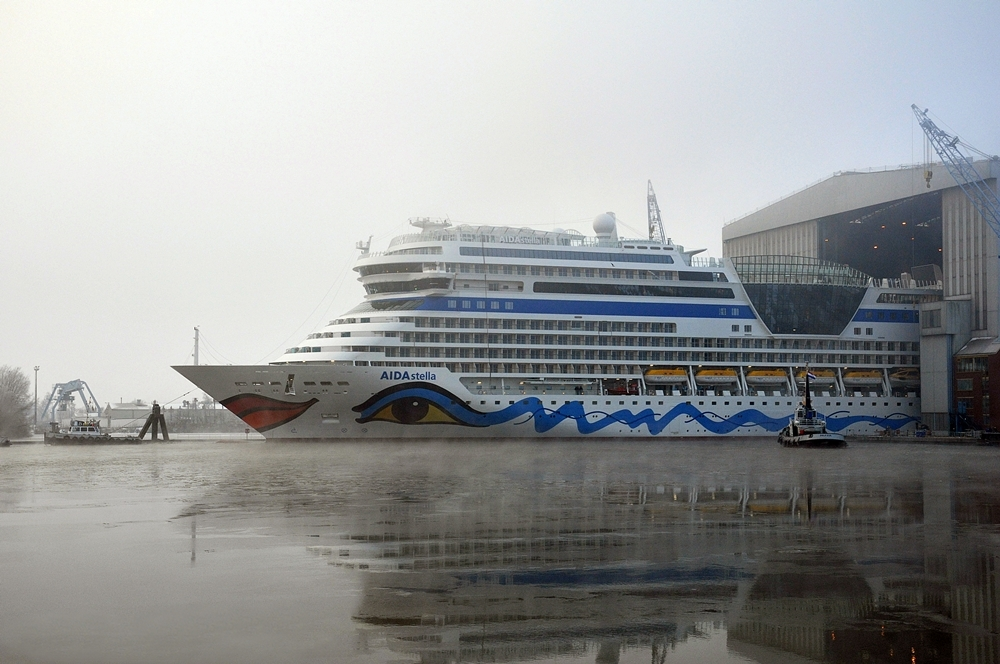
Sortie du hangar de l'AIDAstella

| Nom du chantier       | Numéro de série | Nom                    | Compagnie                                           | Tonnage | Année de livraison | Note                                                |
| --------------------- | --------------- | ---------------------- | --------------------------------------------------- | ------- | ------------------ | --------------------------------------------------- |
| Meyer Werft Papenburg | 610             | Homeric                | Home Lines                                          | 54 763  | 1986               | Devenu Thomson Dream, pour Thomson Cruises          |
| Meyer Werft Papenburg | 616             | Crown Odyssey          | Royal Cruise Line                                   | 34 242  | 1988               | Devenu Balmoral, pour Fred. Olsen Cruise Lines      |
| Meyer Werft Papenburg | 619             | Horizon                | Celebrity Cruises                                   | 46 811  | 1990               |                                                     |
| Meyer Werft Papenburg | 620             | Zenith                 | Celebrity Cruises                                   | 47 255  | 1992               |                                                     |
| Meyer Werft Papenburg | 636             | Oriana                 | P&O Cruises                                         | 69 153  | 1995               |                                                     |
| Meyer Werft Papenburg | 637             | Century                | Celebrity Cruises                                   | 71 545  | 1995               |                                                     |
| Meyer Werft Papenburg | 638             | Galaxy                 | Celebrity Cruises                                   | 76 522  | 1996               | Devenu Mein Schiff 1, pour TUI Cruises              |
| Meyer Werft Papenburg | 639             | Mercury                | Celebrity Cruises                                   | 77 713  | 1997               | Devenu Mein Schiff 2, pour TUI Cruises              |
| Meyer Werft Papenburg | 646             | SuperStar Leo          | Star Cruises                                        | 75 388  | 1998               | Devenu Norwegian Spirit, pour Norwegian Cruise Line |
| Meyer Werft Papenburg | 647             | SuperStar Virgo        | Star Cruises                                        | 75 338  | 1998               |                                                     |
| Meyer Werft Papenburg | 640             | Aurora                 | P&O Cruises                                         | 76 152  | 2000               |                                                     |
| Meyer Werft Papenburg | 648             | SuperStar Libra        | Star Cruises                                        | 91 740  | 2001               | Devenu Norwegian Star, pour Norwegian Cruise Line   |
| Meyer Werft Papenburg | 655             | Radiance of the Seas   | Royal Caribbean Cruise Line                         | 90 090  | 2001               |                                                     |
| Meyer Werft Papenburg | 649             | SuperStar Scorpio      | Star Cruises                                        | 92 250  | 2002               | Devenu Norwegian Dawn, pour Norwegian Cruise Line   |
| Meyer Werft Papenburg | 656             | Brilliance of the Seas | Royal Caribbean Cruise Line                         | 90 090  | 2002               |                                                     |
| Meyer Werft Papenburg | 657             | Serenade of the Seas   | Royal Caribbean Cruise Line                         | 90 090  | 2003               |                                                     |
| Meyer Werft Papenburg | 658             | Jewel of the Seas      | Royal Caribbean Cruise Line                         | 90 090  | 2004               |                                                     |
| Meyer Werft Papenburg | 667             | Norwegian Jewel        | Norwegian Cruise Line                               | 93 502  | 2005               |                                                     |
| Meyer Werft Papenburg | 668             | Pride of Hawai´i       | Norwegian Cruise Line                               | 93 558  | 2006               | Devenu Norwegian Jade, pour Norwegian Cruise Line   |
| Meyer Werft Papenburg | 669             | Norwegian Pearl        | Norwegian Cruise Line                               | 93 530  | 2006               |                                                     |
| Meyer Werft Papenburg | 670             | Norwegian Gem          | Norwegian Cruise Line                               | 93 530  | 2007               |                                                     |
| Meyer Werft Papenburg | 659             | AIDAdiva               | Aida Cruises                                        | 68 500  | 2007               |                                                     |
| Meyer Werft Papenburg | 666             | AIDAbella              | Aida Cruises                                        | 68 500  | 2008               |                                                     |
| Meyer Werft Papenburg | 675             | Celebrity Solstice     | Celebrity Cruises                                   | 122 000 | 2008               |                                                     |
| Meyer Werft Papenburg | 676             | Celebrity Equinox      | Celebrity Cruises                                   | 122 000 | 2009               |                                                     |
| Meyer Werft Papenburg | 660             | AIDAluna               | Aida Cruises                                        | 69 203  | 2009               |                                                     |
| Meyer Werft Papenburg | 677             | Celebrity Eclipse      | Celebrity Cruises                                   | 122 000 | 2010               |                                                     |
| Meyer Werft Papenburg | 680             | AIDAblu                | Aida Cruises                                        | 71 300  | 2010               |                                                     |
| Meyer Werft Papenburg | 687             | Disney Dream           | Disney Cruise Line                                  | 129 690 | 2010               |                                                     |
| Meyer Werft Papenburg | 689             | AIDAsol                | Aida Cruises                                        | 71 300  | 2011               |                                                     |
| Meyer Werft Papenburg | 679             | Celebrity Silhouette   | Celebrity Cruises                                   | 122 000 | 2011               |                                                     |
| Meyer Werft Papenburg | 688             | Disney Fantasy         | Disney Cruise Line                                  | 129 690 | 2012               |                                                     |
| Meyer Werft Papenburg | 690             | AIDAmar                | Aida Cruises                                        | 71 300  | 2012               |                                                     |
| Meyer Werft Papenburg | 691             | Celebrity Reflection   | Celebrity Cruises                                   | 126 000 | 2012               |                                                     |
| Meyer Werft Papenburg | 695             | AIDAstella             | Aida Cruises                                        | 71 300  | 2013               |                                                     |
| Meyer Werft Papenburg | 678             | Norwegian Breakaway    | Norwegian Cruise Line                               | 146 600 | 2013               |                                                     |
| Meyer Werft Papenburg | 692             | FS Sonne               | Ministère fédéral de l'Éducation et de la Recherche | 8 554   | 2014               |                                                     |
| Meyer Werft Papenburg | 692             | Norwegian Getaway      | Norwegian Cruise Line                               | 146 600 | 2014               |                                                     |
| Meyer Werft Papenburg | 697             | Quantum of the Seas    | Royal Caribbean Cruise Line                         | 167 800 | 2014               |                                                     |
| Meyer Werft Papenburg | 698             | Anthem of the Seas     | Royal Caribbean Cruise Line                         | 167 800 | 2015               |                                                     |
| Meyer Werft Papenburg | 693             | Norwegian Escape       | Norwegian Cruise Line                               | 164 600 | 2015               |                                                     |
| Meyer Werft Papenburg | 699             | Ovation of the Seas    | Royal Caribbean Cruise Line                         | 167 800 | 2016               |                                                     |
| Meyer Werft Papenburg | 711             | Genting Dream          | Dream Cruises                                       | 151 000 | 2016               |                                                     |
| Meyer Werft Papenburg | 694             | Norwegian Joy          | Norwegian Cruise Line                               | 167 800 | 2017               |                                                     |
| Meyer Werft Papenburg | 712             | World Dream            | Dream Cruises                                       | 151 000 | 2017               |                                                     |
| Meyer Werft Papenburg | 707             | Norwegian Bliss        | Norwegian Cruise Line                               | 167 800 | 2018               |                                                     |
| Meyer Werft Papenburg | 696             | AIDAnova               | Aida Cruises                                        | 183 200 | 2018               |                                                     |
| Meyer Werft Papenburg | 700             | Spectrum of the Seas   | Royal Caribbean Cruise Line                         | 167 800 | 2019               |                                                     |
| Meyer Werft Papenburg | 714             | Spirit of Discovery    | Saga Cruises                                        | 58 250  | 2019               |                                                     |
| Meyer Werft Papenburg | 708             | Norwegian Encore       | Norwegian Cruise Line                               | 164 600 | 2019               |                                                     |
| Meyer Werft Papenburg | 710             | Iona                   | P&O Cruises                                         | 183 200 | 2020               |                                                     |
| Meyer Werft Papenburg | 715             | Spirit of Adventure    | Saga Cruises                                        | 58 250  | 2020               |                                                     |
| Meyer Werft Papenburg | 713             | Odyssey of the Seas    | Royal Caribbean Cruise Line                         | 167 800 | 2021               |                                                     |
| Meyer Werft Papenburg | 709             | AIDAcosma              | Aida Cruises                                        | 183 200 | 2021               |                                                     |
| Meyer Werft Papenburg | 705             | Disney Wish            | Disney Cruise Line                                  | 135 000 | 2022               |                                                     |
| Meyer Werft Papenburg | 716             | Arvia                  | P&O Cruises                                         | 183 200 | 2022               |                                                     |
| Meyer Werft Papenburg | 719             | Silver Nova            | Silversea Cruises                                   | 44 650  | 2023               |                                                     |
| Meyer Werft Papenburg | 717             | Carnival Jubilee       | Carnival Cruise Lines                               | 183 200 | 2023               |                                                     |
| Meyer Werft Papenburg | 720             | Silver Ray             | Silversea Cruises                                   | 44 650  | 2024               |                                                     |
| Meyer Werft Papenburg | 718             | Disney Treasure        | Disney Cruise Line                                  | 135 000 | 2024               |                                                     |
| Meyer Werft Papenburg | 721             | Asuka III              | Nippon Yūsen Kaisha                                 | 51 950  | 2025               |                                                     |

## Navires de croisière en commandes à Papenburg
| Nom du chantier       | Numéro de série | Nom                | Compagnie                    | Tonnage | Année de livraison | Note |
| --------------------- | --------------- | ------------------ | ---------------------------- | ------- | ------------------ | ---- |
| Meyer Werft Papenburg | 706             | Disney Destiny     | Disney Cruise Line           | 135 000 | octobre 2025       |      |
| Meyer Werft Papenburg |                 | Njord              | Ocean Residences Development | 84 800  | 2026               |      |
| Meyer Werft Papenburg | 724             | Carnival Festivale | Carnival Cruise Line         | 180 000 | 2027               |      |
| Meyer Werft Papenburg |                 | TBA                | Disney Cruise Line           |         | 2027               |      |
| Meyer Werft Papenburg | 725             | TBA                | Carnival Cruise Line         | 180 000 | 2028               |      |
| Meyer Werft Papenburg | 722             | TBA                | Oriental Land Company        | 135 000 | 2028               |      |
| Meyer Werft Papenburg |                 | TBA                | Disney Cruise Line           |         | 2029               |      |
| Meyer Werft Papenburg |                 | TBA                | Disney Cruise Line           |         | 2030               |      |
| Meyer Werft Papenburg |                 | TBA                | Disney Cruise Line           |         | 2031               |      |

### Autres navires
- L'achèvement de construction à Wismar du Disney Adventure, ex-Global Dream de Dream Cruises pour le compte de Disney Cruise Line en collaboration avec Meyer Wismar, pour décembre 2025.
- Pour la Deutsche Marine, la réalisation avec le chantier Neptun Werft à Rostock de deux ravitailleurs légers du type 707 en sous-traitance du chantier naval Lürssen maître d'œuvres, ils seront livrables à partir de 2025[3].
- En collaboration avec Fassmer Werft, la réalisation d'un navire océanographique avec le chantier Neptun Werft, le Meteor IV pour le ministère fédéral allemand de l'Éducation et de la Recherche, pour 2026.
- La réalisation de quatre sous-stations éoliennes pour Dragados Offshore et Siemens Energy, nommées DolWin4, BorWin4, BalWin1 et BalWin2

## Ressources
- Site officiel de l’entreprise